# ميخائيل إس. دافيسون
ميخائيل إس. دافيسون (بالإنجليزية: Michael S. Davison)‏ هو عسكري أمريكي، ولد في 21 مارس 1917 في سان فرانسيسكو في الولايات المتحدة، وتوفي في 7 سبتمبر 2006 في واشنطن العاصمة في الولايات المتحدة.

## روابط خارجية
- ميخائيل إس. دافيسون على موقع مونزينجر (الألمانية)